# Dew-Scented
A Dew-Scented német death/thrash metal együttes. 1992-ben alakultak meg Braunschweigban. Jelenlegi tagjai: Leif Jensen, Marvin Vriesde, Rory Hansen, Joost van der Graaf és Koen Herfst.
Legelső demójukat 1992 telén jelentették meg, és leszerződtek a Steamhammer Records kiadóhoz. 1996-ban már legelső nagylemezük is piacra került. Ugyanebben az évben már turnéztak is, a svéd Edge of Sanity és Lake of Tears, illetve az olasz Sadist zenekarokkal. Tagcserék is történtek a Dew-Scented háza táján, ez azonban nem szakította meg a működésüket. Második nagylemezük 1998-ban jelent meg. Ugyanebben az évben először léptek fel a neves Wacken Open Air fesztiválon is.
1999-ben már harmadik stúdióalbumuk is a boltok polcain volt. Olyan nagy nevekkel is turnéztak, mint a Sodom, a Kreator és a Destruction. Eljutottak Amerikába is, a legelső alkalommal. A 2003-as stúdióalbumuk már inkább thrash metal hatású volt, és az emberek a Slayer-rel kezdték összehasonlítani őket. 2005-ben, 2007-ben és 2015-ben is megjelentettek egy új nagylemezt.
Érdekességként megemlítendő, hogy az összes nagylemezük I betűvel kezdődik. Dalaik témái: harag, erőszak. 2015 októberében Magyarországon is felléptek, a Dürer Kertben, az új nagylemez reklámozása miatt. A Dew-Scented a spanyol Angelus Apatrida és a francia No Return, illetve Heboidophrenie társaságában jött hozzánk. Ugyanezen a turnén szerepelt a Paradise Lost és a Lucifer is.
2018 májusában bejelentették, hogy a zenekar feloszlik.

## Tagok
- Leif Jensen - ének (1992-2018)
- Marvin Vriesde - gitár (2005-2018)
- Rory Hansen - gitár (2012-2018)
- Joost van der Graaf - basszusgitár (2012-2018)
- Koen Herfst - dobok (2012-2018)

Volt tagok: Ralf Klein, Hendrik Bache, Florian Müller, Jörg Szittnick, Patrick Heims, Tarek Stinshoff, Uwe Werning, Alexander Pahl, Martin Walczak, Michael Borchers és Marc-Andree Dieken.

## Diszkográfia

### Stúdióalbumok
- Immortelle (1996)
- Innoscent (1998)
- Ill-Natured (1999)
- Inwards (2002)
- Impact (2003)
- Issue VI (2005)
- Incinerate (2007)
- Invocation (2010)
- Icarus (2012)
- Intermination (2015)

### Egyéb kiadványok
- Symbolization (demó, 1994)
- Insurgent (válogatáslemez, 2013)